# Letheobia feae
Letheobia feae är en ormart som beskrevs av Boulenger 1906. Letheobia feae ingår i släktet Letheobia och familjen maskormar. Inga underarter finns listade i Catalogue of Life.
Denna orm förekommer endemisk i São Tomé och Príncipe. Arten lever i kulliga områden och vistas i fuktiga skogar samt på jordbruksmark. Honor lägger ägg.
Antagligen har arten bra anpassningsförmåga. Populationens storlek är okänd. IUCN kategoriserar arten globalt med kunskapsbrist.